# Альбертирша
А́льбертирша (венг. Albertirsa) — город в центральной части Венгрии, в медье Пешт. Образован в результате объединения населённых пунктов А́льберт и И́рша.

## История
В 1277 году король Ласло IV Кун впервые упомянул посёлок Альберт в одном из своих уставов. К 1368 году относится первое упоминание посёлка Ирша.
В 1847 году была построена железная дорога. В 1950 году посёлки Альберт и Ирша были объединены под названием Альбертирша. С 2003 года населённый пункт имеет статус города.
Город занимает площадь 72,96 км². Численность постоянного населения города увеличилась с 11 615 человек в 2001 году до 12 348 жителей в 2009 году и до 12 416 в 2010 году.

## Расположение
Город Альбертирша расположен примерно в 47 км к юго-востоку от центра города Будапешта. Рядом с городом проходит автодорога E60.

## Население
| Год  | Численность | Численность |
| ---- | ----------- | ----------- |
| 2013 | 12 181      | [ 4 ]       |
| 2014 | 12 209      | [ 5 ]       |
| 2018 | 12 532      | [ 6 ]       |
| 2021 | 13 286      | [ 7 ]       |
| 2022 | 13 497      | [ 8 ]       |
| 2023 | 13 533      | [ 9 ]       |
| 2024 | 13 724      | [ 2 ]       |